# Peter Canero
Peter Canero (* 18. Januar 1981 in Glasgow) ist ein ehemaliger schottischer Fußballspieler.

## Karriere

### Im Verein
Peter Canero wurde im Januar 1981 in der schottischen Metropole Glasgow geboren. Seine Karriere begann er in der etwa 40 Kilometer Entfernung gelegenen Stadt Kilmarnock. Für den Fußballverein der Stadt spielte Canero ab dem Jahr 1997. Sein Profidebüt gab er im August 1999 gegen den FC Aberdeen. In seiner zweiten Profisaison bei den Killies konnte er sich einen Platz in der Startelf erkämpfen. Mit den Killies konnte er sich einmal für den UEFA-Pokal qualifizieren und stand im Jahr 2001 im schottischen Ligapokalfinale, das gegen Celtic Glasgow verloren wurde. Als Stammspieler wechselte Canero im Januar 2004 für 250.000 £ zum englischen Erstligisten Leicester City. Unter Trainer Micky Adams kam Canero nach seiner Verpflichtung durch Knieprobleme bedingt in der restlichen Saison 2003/04 nur in sieben Ligaspielen zum Einsatz. Die Foxes stiegen am Ende der Saison in die Championship ab. In der folgenden Zweitligasaison absolvierte er unter Adams und seinem Nachfolger Craig Levein, der das Traineramt im Oktober 2004 übernommen hatte, nur sechs Einsätze. Grund für die wenige Einsatzzeit war eine Hüftoperation. Im Juli 2005 wurde der Vertrag des 24-Jährigen in Leicester ein Jahr vor dem Ende vorzeitig aufgelöst. Von September bis Dezember 2005 stand Canero bei Dundee United unter Vertrag und absolvierte elf Spiele und erzielte dabei zwei Tore. Im Januar 2006 wechselte Canero zu den New York Metro Stars, die von Mo Johnston trainiert wurden. Im selben Jahr beendete er nach einer Knieoperation seine Profikarriere.

### Nationalmannschaft
Peter Canero spielte im Jahr 2004 einmal in der schottischen Nationalmannschaft gegen Dänemark, als er von Berti Vogts für Gary Holt eingewechselt wurde.